# Mattapan (Metro de Boston)
Mattapan  es una estación terminal en la línea de Alta Velocidad Ashmont–Mattapan del Metro de Boston. La estación se encuentra localizada en 500 River Street y 1670 Blue Hill Avenue en Mattapan, Massachusetts. La estación Mattapan fue inaugurada el 26 de agosto de 1929. La Autoridad de Transporte de la Bahía de Massachusetts es la encargada por el mantenimiento y administración de la estación.

## Descripción
La estación Mattapan cuenta con 2 plataformas laterales y 2 vías. La estación también cuenta con 100 de espacios de aparcamiento.

## Conexiones
La estación es abastecida por las siguientes conexiones: 
- Rutas de autobuses: 24, 27, 28, 29, 30, 31, 33, 245